# جيمس شانون (سياسي)
جيمس شانون (بالإنجليزية: James Michael Shannon)‏ هو محامي وسياسي أمريكي، ولد في 4 أبريل 1952 في ميثيون في الولايات المتحدة. حزبياً، نشط في الحزب الديمقراطي. وقد انتخب عضو مجلس النواب الأمريكي.